# Larutia nubisilvicola
Espèce
Larutia nubisilvicola est une espèce de sauriens de la famille des Scincidae.

## Répartition
Cette espèce est endémique de la province de Nakhon Si Thammarat en Thaïlande.

## Étymologie
Le nom spécifique nubisilvicola vient du latin nubes, le nuage, et de sylvicolus, habitant des forêts, en référence à la découverte de ce saurien dans une forêt de nuage.

## Publication originale
- Chan-Ard, Cota, Makchai & Lhaotaew, 2011 : A New Species of Larutia (Squamata: Scincidae) Found in Peninsular Thailand. The Thailand Natural History Museum Journal, vol. 5, no 1, p. 57-65.